# Слава світу
«Слава світу» (рос. «Слава мира») — білоруський радянський пропагандистський художній фільм 1932 року режисера Володимира Вайнштока. Перший звуковий фільм Білорусі.

## Сюжет
Антифашисти однієї західноєвропейської країни в 1930-х роках зірвали навантаження зброї, призначеного для війни з Радянським Союзом.

## У ролях
- Софія Магарілл
- Леонід Кміт
- Борис Шлихтинг
- Володимир Гардин
- Андрій Лаврентьєв

## Творча група
- Сценарій: Борис Бродянскій
- Режисер: Володимир Вайншток
- Оператор: Аркадій Кольцатий
- Композитор: Олексій Животов